# Тарговиште (Тимиш)
Тарговиште (рум. Târgoviște) насеље је у Румунији у округу Тимиш у општини Балинц. Oпштина се налази на надморској висини од 120 m.

## Прошлост
Место Трговиште (Терговиште) има српски назив, а јавља се (по "Румунској енциклопедији") од 1690. године. 
Аустријски царски ревизор Ерлер је 1774. године констатовао да место припада Лунгшком округу, Лугожког дистрикта. Становништво је било претежно влашко. Ту је 1797. године службовао парох поп Павле Поповић (рукоп. 1790) који међутим не зна српски језик, служи се само румунским језиком.

## Становништво
Према подацима из 2002. године у насељу је живело 391 становника.

### Попис2002.
| Расподела становништва по националности 2002.‍ | Расподела становништва по националности 2002.‍ | Расподела становништва по националности 2002.‍ | Расподела становништва по националности 2002.‍ | Расподела становништва по националности 2002.‍ |
| --------------------------------------------- | --------------------------------------------- | --------------------------------------------- | --------------------------------------------- | --------------------------------------------- |
|                                               |                                               |                                               |                                               |                                               |
| Румуни                                        | Румуни                                        |                                               | 372                                           | 95,1%                                         |
| Мађари                                        | Мађари                                        |                                               | 19                                            | 4,9%                                          |